# Leptosphaeria solani
Leptosphaeria solani är en svampart som beskrevs av Romell ex Berl. 1890. Leptosphaeria solani ingår i släktet Leptosphaeria och familjen Leptosphaeriaceae.   Inga underarter finns listade i Catalogue of Life.
I den svenska databasen Dyntaxa används istället namnet Melanomma solani för samma taxon.  Arten är reproducerande i Sverige.